# Ånghuset eller en färd genom norra Indien
Ånghuset eller en färd genom norra Indien (franska: La Maison à vapeur) är en roman från 1880 av den franske författaren Jules Verne. Den utkom på svenska samma år, och gavs även ut 1972 i två delar, med titlarna Den ångdrivna elefanten och Uppror i Indien.

## Handling
Nana Sahib är efterlyst för de illdåd han begick under Sepoyupproret i Indien 1857. Tio år senare bjuder en ingenjör vid namn Banks in överste Munro, kapten Hood, en fransman vid namn Maucler samt deras åtfölje att göra honom sällskap under en resa från de södra till de norra delarna av Indien med ett unikt fortskaffningsmedel. Dess motor för tankarna till en stor elefant, med skillnaden att denna elefant drivs av ånga. Bakom sig drar elefanten två mindre hus med alla tänkbara bekvämligheter, och det är i dessa som resenärerna färdas.
Under det att färden sakta drar sig norrut blir det allt tydligare för de övriga att överste Munros främsta syfte med resan är att utkräva hämnd för sin hustrus död i Cawnpore tio år tidigare. Denne är dock ovetande om att även föremålet för hans hämndlystnad, en viss Nana Sahib, har hämnd att utkräva.

## Källhänvisningar
1. 1 2  Verne, Jules (1880). Ånghuset eller en färd genom norra Indien 1 Förra delen. libris.kb.se. http://libris.kb.se/bib/1601508. Läst 3 oktober 2020
2. ↑  Verne, Jules (1972). Den ångdrivna elefanten. ISBN 978-91-7008-228-3. https://libris.kb.se/bib/8369221?vw=full. Läst 3 oktober 2020
3. ↑  Verne, Jules (1972). Uppror i Indien. ISBN 978-91-7008-229-0. http://libris.kb.se/bib/8369222. Läst 3 oktober 2020